# M5D-Airfox
 (novembre 2023).
Si vous disposez d'ouvrages ou d'articles de référence ou si vous connaissez des sites web de qualité traitant du thème abordé ici, merci de compléter l'article en donnant les références utiles à sa vérifiabilité et en les liant à la section « Notes et références ».
Le M5D-Airfox est un drone de reconnaissance solaire tactique développé par le constructeur aéronautique espagnol Marine Instruments.

## Spécifications
- autonomie: 10h en mode solaire et 1h30 en mode autonome[2]
- portée: 18 miles marins
- poids utile: 4 kg
- type moteur: électrique solaire

## Opérateurs militaires
- Espagne: 3 exemplaires commandés en 2022 en tant que drone de reconnaissance[1].